# فاسكو كويلهو
فاسكو كويلهو (مواليد 5 مايو 1994) هو لاعب كرة قدم برتغالي.

## روابط خارجية
- فاسكو كويلهو على موقع قاعدة بيانات كرة القدم.إي يو (الإنجليزية)
- فاسكو كويلهو على موقع Soccerway.com (الإنجليزية)